# 火山礫

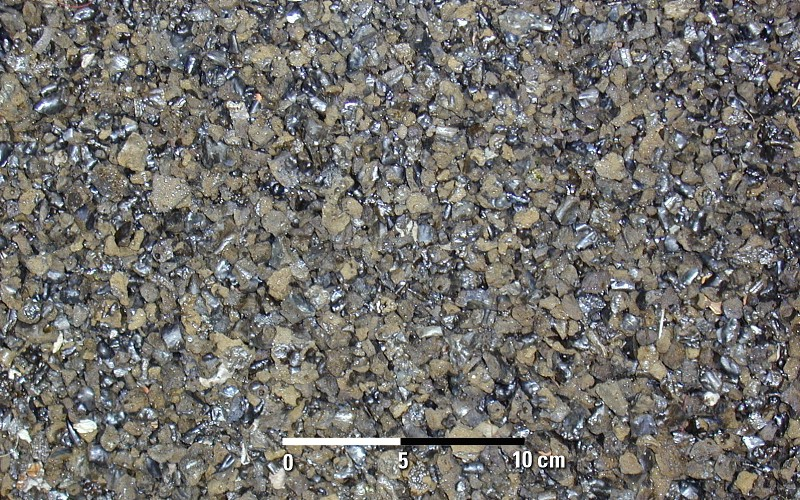
キラウエア火山上の火山礫

火山礫（火山䃯、かざんれき、英語: lapilli）とは、火山噴火により生じた火山岩片のことであり、成因を問わない。火山礫は粒子のサイズによって定義されており、直径2 - 64ミリメートルのものをいう。Lapilli は、ラテン語で「小さな石」を意味する。直径64ミリメートル以上のものは火山岩塊、直径2ミリメートル未満のものは、火山灰と呼ばれる意味である。

## 火山豆石

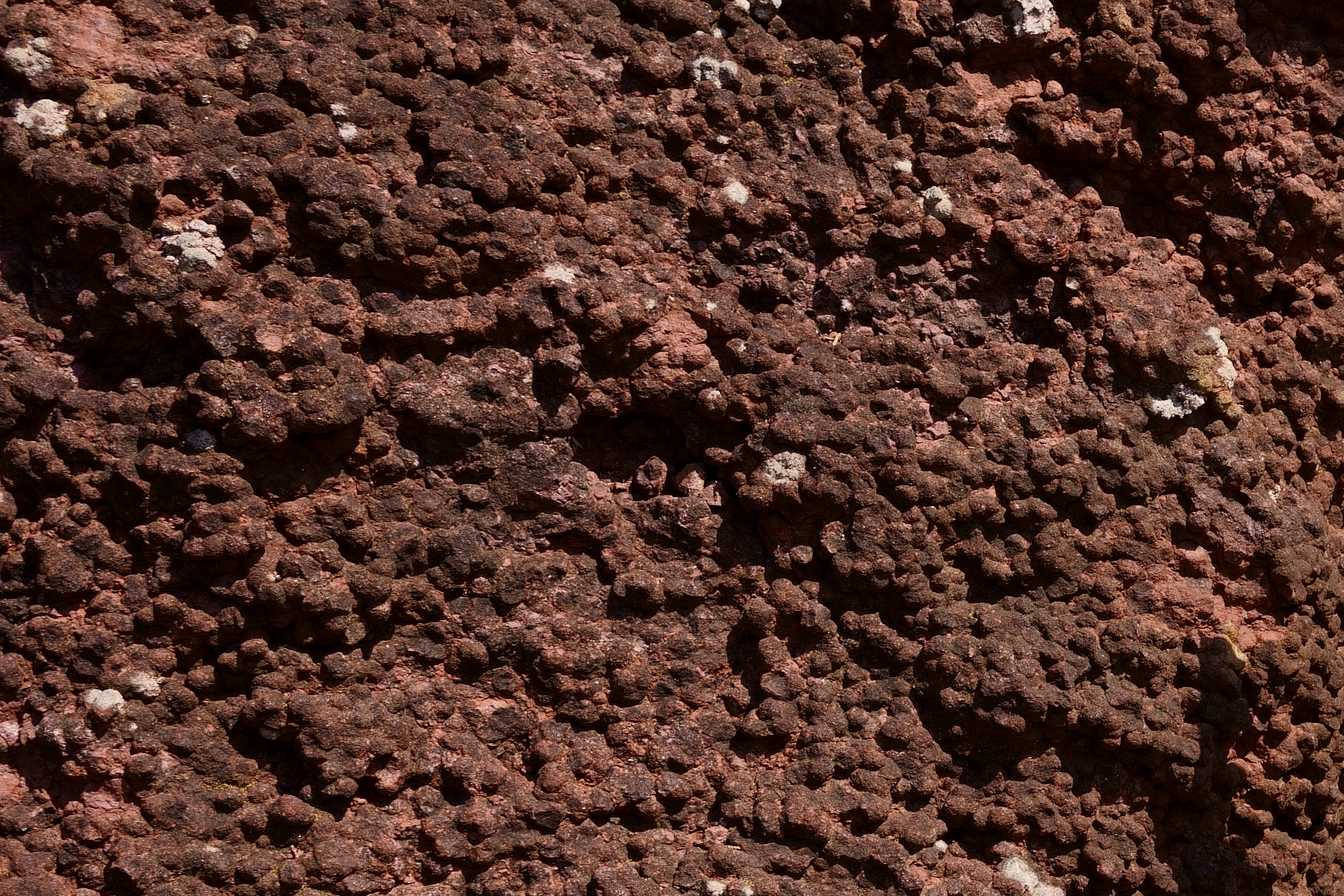
新潟県佐渡市の佐渡博物館入口に展示されている火山豆石。島内ではぶどう石とも呼ばれている。

火山灰によって構成されている丸いテフラは、火山豆石と呼ばれる。火山豆石は水分を含んだ火山灰が水分によって凝集し、同心円状に成長する火山の雹のようなものである。